# Cadillac Ciel
O Cadillac Ciel é um carro conceito híbrido elétrico criada pela Cadillac e revelado no Pebble Beach Concours d'Elegance de 2011. Tem 3,6 litros de injeção direta V6 twin-turbo com 425 cavalos de potência e um sistema híbrido usando bateria de íon-lítio.